# François Rom
François Rom (Anversa, 8 aprile 1882 – 2 febbraio 1942) è stato uno schermidore belga, specializzato nella spada. Ha vinto una medaglia di bronzo nella scherma ai Giochi olimpici e oro a squadre nelle Olimpiadi del 1912.